# Campionato del mondo femminile di scacchi lampo 2023
Il Campionato del mondo femminile di scacchi lampo 2023 (nome ufficiale FIDE Women's World Blitz Championship 2023) è stato la 10ª edizione ufficiale dei mondiali lampo femminili. Il torneo si è disputato a Samarcanda, in Uzbekistan dal 29 al 30 dicembre 2023. Il mondiale si è svolto in concomitanza con il suo corrispettivo assoluto ed è stato preceduto dai mondiali rapidi assoluto e femminile, che si sono svolti nello stesso luogo.

## Formula
Il torneo era composto di 17 turni a sistema svizzero con tre minuti di tempo a disposizione per ciascuna giocatrice e due secondi di incremento a mossa.
Potevano partecipare all'evento:
1. Coloro che avevano raggiunto almeno i 2 250 punti Elo FIDE in una delle tre cadenze "Standard", "Rapid" e "Blitz";
2. Tutte le campionesse nazionali in carica a qualsiasi cadenza;
3. Invitate dalla FIDE fino a un massimo di dieci;
4. Invitate dall'organizzatore per un massimo di dieci.

### Spareggi
- Per stabilire le posizioni diverse dalla prima si ricorreva rispettivamente ai seguenti spareggi tecnici:[3]
  1. Buchholz tagliato
  2. Buchholz totale
  3. AROC 1[N 1]
  4. Scontri diretti, classifica avulsa
  5. Sorteggio

- Per stabilire la vincitrice del torneo con le prime in classifica a pari merito si sarebbe ricordo a degli spareggi play-off, con un regolamento che prevedeva:
  1. Un match di spareggio di due partite a tre minuti di gioco e due secondi di incremento, se il numero delle giocatrici al primo posto fosse stato pari a due. Se il match fosse finito in parità si sarebbe proceduto ad una partita secca con la giocatrice meglio piazzata nello spareggio tecnico, che avrebbe avuto il vantaggio di giocare con il Bianco. In caso di ulteriore parità si sarebbe proceduto con un'ulteriore partita a colori invertiti, e così a seguire fino a che non fosse emersa una vincitrice.
  2. Se il numero di giocatrici in vetta fosse stato superiore a due, vi sarebbe stato un torneo a eliminazione diretta con match di una sola partita a tre minuti di gioco e due secondi di incremento. Coloro che avessero avuto uno spareggio tecnico migliore avrebbero avuto il vantaggio di giocare con il Bianco. In caso di pareggio di ciascuna partita, il match si sarebbe ripetuto a colori invertiti ad libitum fino a che non fosse emersa una vincitrice.

### Montepremi
Il montepremi totale era di USD 150 000, così suddivisi:
| P. | Premio     | P.        | Premio    |
| -- | ---------- | --------- | --------- |
| 1º | 40 000 USD | 7º        | 6 000 USD |
| 2º | 30 000 USD | 8º        | 5 000 USD |
| 3º | 20 000 USD | 9º        | 4 000 USD |
| 4º | 15 000 USD | 10º       | 3 000 USD |
| 5º | 10 000 USD | 11º-15º   | 2 000 USD |
| 6º | 7 000 USD  | 7 000 USD | 7 000 USD |